# صبغة موفات
صبغة موفات (بالإنجليزية: Movat's stain)‏ هي صبغة خماسية الألوان طوّرها عالم الأمراض هنري زولتان موفات (1923-1995م) في عام 1951م للكشف عن مكونات الأنسجة الضامّة، وتحديداً أنسجة القلب. في عام 1972م، عدّل راسل ه. ك الابن هذه التقنية لتصبح أكثر دقة وتناسقًا، وأقل استهلاكًا للوقت.
| اللون         | المكوّن                                         |
| ------------- | ---------------------------------------------- |
| الأسود        | النواة، الألياف الصفراء (المرنة)               |
| الأصفر        | الألياف البيضاء (الكولاجينية)، الألياف الشبكية |
| الأزرق        | المادة الأساسية، الميوسين                      |
| الأحمر الفاقع | الليفين                                        |
| الأحمر        | عضلات                                          |

## الاستخدامات
تستخدم صبغة موفات-راسل لدراسة أنسجة القلب، الأوعية الدموية والأنسجة الضامة. يمكن استخدامها أيضًا لتشخيص أمراض الأوعية الدموية والرئتين. 

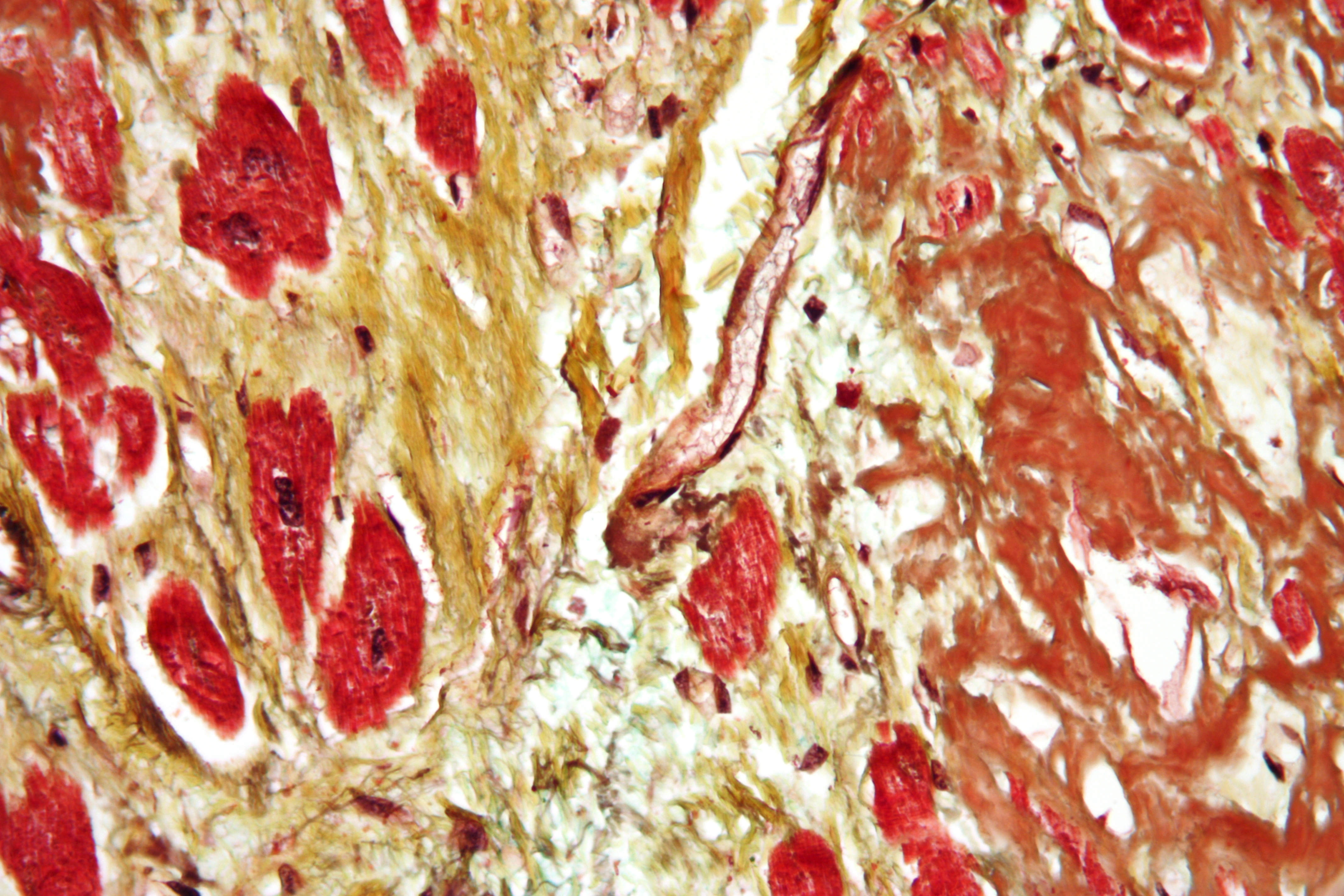
نسيج القلب بتقنية موفات، يظهر فيه البروتين النشواني (بني) والتليفات (أصفر).
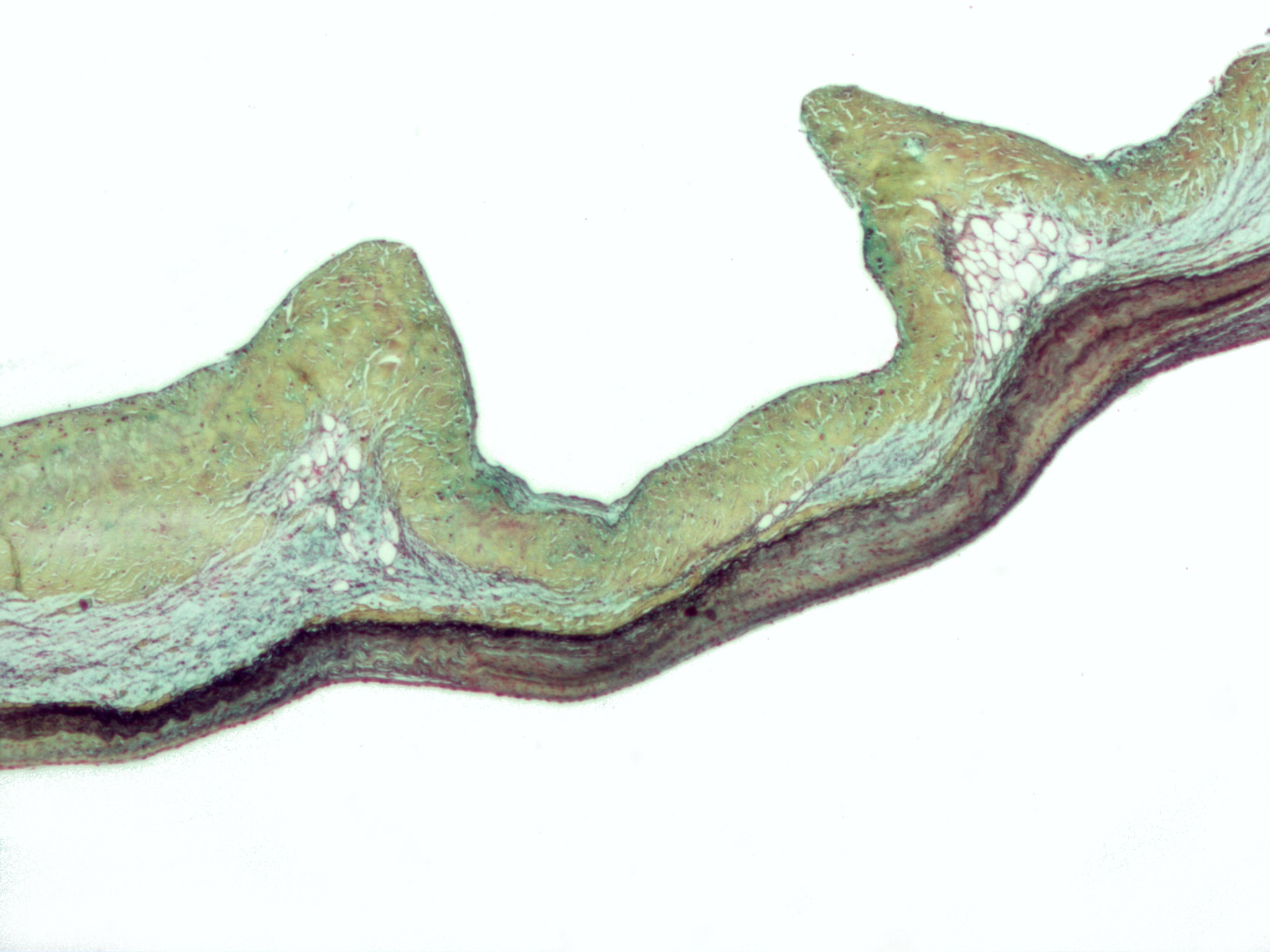
الصمام الأبهري بتقنية موفات، تظهر فيه سماكة الطبقة الإسفنجية (أزرق).
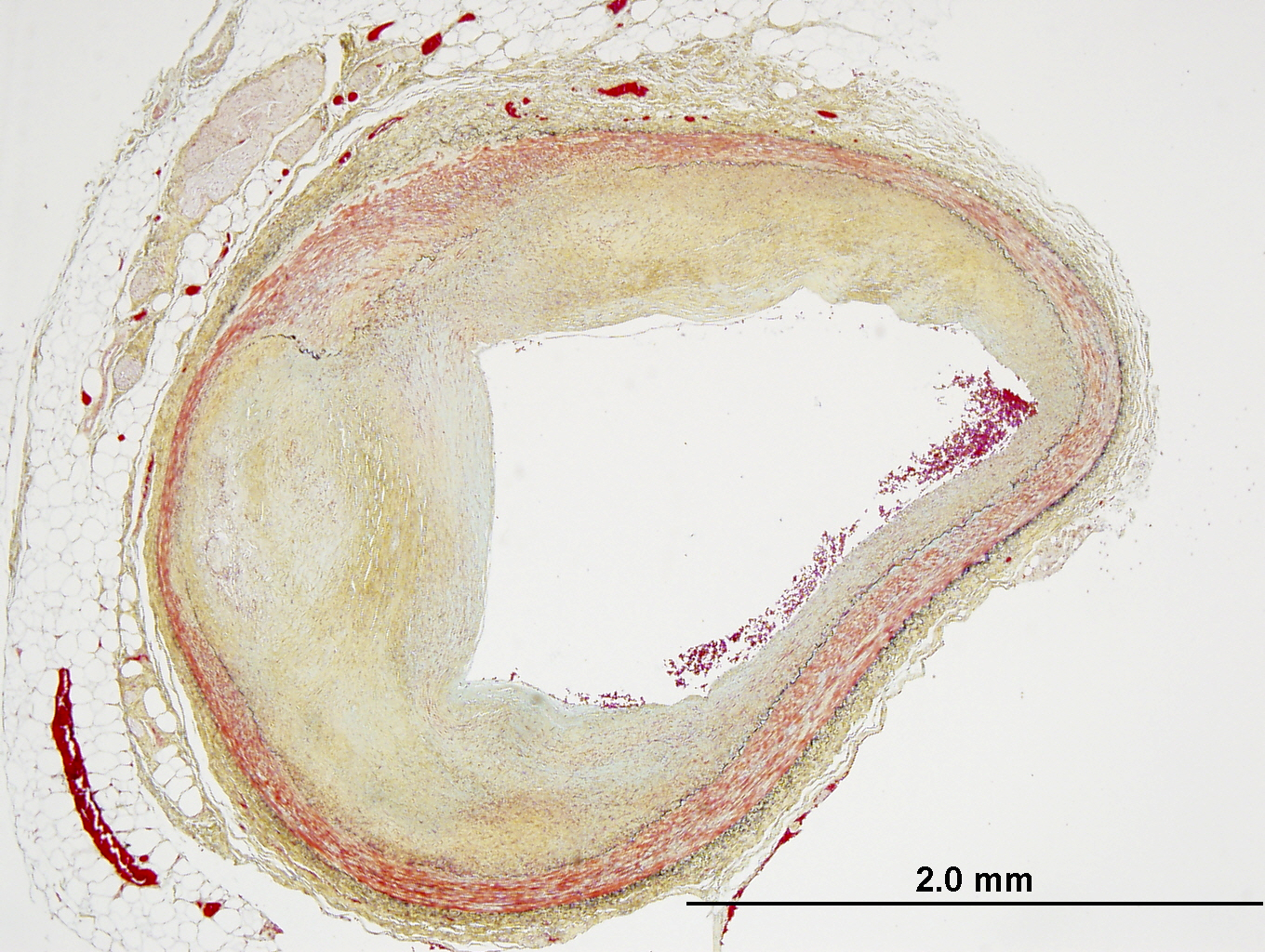
الشريان التاجي بتقنية موفات، تظهر فيه الإصابة بداء تصلب الشرايين.